# Bengt Söderström
Bengt Söderström (Östhammar, 10 novembre 1933 – 24 agosto 2002) è stato un pilota di rally svedese, vincitore del campionato europeo rally 1967.
Ha iniziato la sua carriera nelle corse automobilistiche con la Saab 96 per poi passare alla BMC Mini Cooper e alla Ford Cortina Lotus, prima di entrare nel team ufficiale Volvo, dove ha trovato compagni di squadra quali Tom Trana, Sylvia Österberg, Carl-Magnus Skogh sotto la direzione tecnico/sportiva di Gunnar Andersson.

## Palmarès
- SCCA National Sports Car Championship 1955 e 1956 su Porsche 356
- Rally di Svezia 1962 e 1967
- Rally dell'Acropoli 1966
- Rally RAC 1966[2]
- Campionato europeo rally 1967

## Risultati nell'ICM
- 1970 - Solna MS - Saab V4 - Ritirato al Rally di Svezia
- 1971 - Volvo 142 S - 19° al Safari Rally